# Arular
Albums de M.I.A.
Piracy Funds Terrorism, Volume 1
(2004) Kala
(2007)
Singles
1. Galang (en)
Sortie : 2003
2. Sunshowers
Sortie : 5 juillet 2004
3. Hombre'
Sortie : 2005
4. Bucky Done Gun
Sortie : 11 juillet 2005

Arular est le 1er album studio de la chanteuse M.I.A., sorti aux États-Unis le 22 mars 2005 et un mois plus tard au Royaume-Uni avec une liste de chansons un peu différente. La sortie de l'album a été précédée en 2004 par deux singles et une mixtape.
M.I.A. a écrit ou coécrit toutes les chansons de l'album et a conçu les pistes d'accompagnement de base à l'aide d'un(e) séquenceur/boîte à rythmes Roland MC-505 que lui avait offert une amie de longue date, Justine Frischmann. La liste des collaborateurs à cet album inclut Switch, Diplo, Richard X et Ant Whiting. Le titre de l'album est le nom de code politique utilisé par son père, Arul Pragasam, lors de sa participation à des groupes militants tamouls du Sri Lanka, dont les thèmes du conflit et de la révolution sont massivement présents dans les paroles et sur la pochette. Musicalement, l'album comprend des styles qui vont du genre hip-hop et electroclash au baile funk et punk rock,.
Arular a été salué par la critique pour son mélange de styles et d'intégration de paroles politiques incorporés à des airs de dance. Il a été nommé pour le Mercury Music Prize en 2005 et a été inclus dans l'édition 2005 du livre Les 1001 albums qu'il faut avoir écoutés dans sa vie. Même s'il n'a atteint que la 98e place du classement UK Albums Chart et la 190e du classement américain Billboard 200, plusieurs articles l'ont nommé comme l'un des meilleurs albums de l'année. Pour le magazine Rolling Stone, il fait partie des meilleurs disques des années 2000 À la mi-2007, l'album s'est vendu à 129 000 exemplaires aux États-Unis. Quatre singles ont été tirés d'Arular ; Sunshowers, Bucky Done Gun, Hombre et Galang, qui est sorti deux fois.

## Titres
Version américaine
1. Banana Skit - 0:36
2. Pull Up The People - 3:45
3. Bucky Done Gun - 3:46
4. Fire Fire - 3:28
5. Freedom Skit - 0:42
6. Amazon - 4:16
7. Bingo - 3:12
8. Hombre - 4:02
9. One For The Head Skit - 0:29
10. 10 Dollars - 4:03
11. Sunshowers - 3:16
12. Galang - 3:35
13. M.I.A. - 3:27

Version anglaise
1. Ba-na-na Skit - 0:36
2. Pull Up The People - 3:45
3. Bucky Done Gun - 3:47
4. Sunshowers - 3:15
5. Fire Fire - 3:28
6. Dash The Curry Skit - 0:40
7. Amazon - 4:16
8. Bingo - 3:12
9. Hombre - 4:02
10. One For The Head Skit - 0:29
11. 10 Dollar - 4:01
12. U.R.A.Q.T. - 2:55
13. Galang - 3:32
14. M.I.A.